# مقاطعة جرف الأحمر
مقاطعة جرف الأحمر (بالفرنسية: Djourouf Al Ahmar)‏ هي أحد اثنين من المقاطعات في إقليم سيلا، في تشاد. عاصمتها أم دام.
كانت الجرف الأحمر في السابق واحدة من أربع مقاطعات في منطقة واداي في تشاد، وفي عام 2008، أنشئ إقليم سيلا من مقاطعتي سيلا والجرف الأحمر السابقة في منطقة وادي.

## المحافظات الفرعية
قسم بوركو مقسم إلى ثلاث محافظات فرعية:
- أم دام
- مجران
- حويش